# Guy Fawkes
Guy Fawkes, również Guido Fawkes (ur. 13 kwietnia 1570 w Yorku, zm. 31 stycznia 1606 w Londynie) – angielski wojskowy, członek grupy katolików, którzy zaplanowali zakończony fiaskiem spisek prochowy z 1605 roku.

## Życiorys
Urodził się i pobierał edukację w Yorku. Gdy miał osiem lat, zmarł jego ojciec. Matka powtórnie wyszła za mąż za katolika. Fawkes przeszedł później na katolicyzm i wyjechał na kontynent, gdzie walczył w wojnie osiemdziesięcioletniej po stronie katolickiej Hiszpanii przeciw holenderskim kalwinistom. Podróżował po Hiszpanii w poszukiwaniu wsparcia dla katolickiej rebelii w Anglii, lecz bez skutku. Hiszpańską formę imienia Gwidon przyjął, gdy walczył po stronie Hiszpanów przeciw Niderlandom). Spotkał tam Thomasa Wintoura, z którym wrócił do Anglii.
Wintour przedstawił Fawkesa Robertowi Catesby’emu, który planował dokonać zamachu na króla Jakuba I i przywrócić katolickiego monarchę na tron. Spiskowcy wydzierżawili kryptę pod Izbą Lordów i uczynili Fawkesa odpowiedzialnym za stanie na straży prochu, który składowany był w podziemiach. Nocą 5 listopada Fawkes został ujęty przez władze, które zaalarmowane anonimowym listem, ostrzegającym przed niebezpieczeństwem, przeszukiwały Pałac Westminsterski. Przez następnych parę dni Fawkes był przesłuchiwany i torturowany. Skazano go na śmierć przez powieszenie i poćwiartowanie, lecz uniknął męki, jaką niosła okrutna kara, gdyż złamał kark, skacząc tuż przed egzekucją z szafotu, na którym miał być powieszony, wypatroszony i poćwiartowany 31 stycznia.
Nazwisko Fawkesa jest utożsamiane ze spiskiem prochowym, który co roku, poczynając od 5 listopada 1605 roku, upamiętnia się obchodami Dnia Guya Fawkesa, podczas którego na stosie płonie kukła Fawkesa, a w tle często widać pokazy sztucznych ogni.

### Dzieciństwo
Urodził się w roku 1570 przy ulicy Stonegate w Yorku. Był drugim z czwórki dzieci Edwarda Fawkesa, prokuratora i adwokata sądu konsystorskiego w Yorku, oraz jego żony Edith. Babka od strony ojca – Ellen Harrington – pochodziła z rodziny protestanckich urzędników państwowych, natomiast rodzina od strony matki należała do papistów. Kuzyn Fawkesa, Richard Cowling, został jezuickim kapłanem. „Guy” było rzadkim imieniem w Anglii, lecz mogło zyskać popularność w hrabstwie York ze względu na miejscową osobistość – sir Guya Fairfaksa ze Streeton.
Dokładna data narodzin Fawkesa nie jest znana, ale ochrzczono go 16 kwietnia w kościele St. Michael le Belfrey. Zwyczajowo między narodzinami a chrztem są trzy dni odstępu, więc najprawdopodobniej urodził się 13 kwietnia. W roku 1568 Edith urodziła córkę o imieniu Anna, która zmarła po siedmiu tygodniach, w listopadzie tego samego roku. Edith urodziła po Guyu jeszcze dwoje dzieci: Anne (1572) i Elizabeth (1575). Obie zostały mężatkami, kolejno w 1599 i 1594 roku.

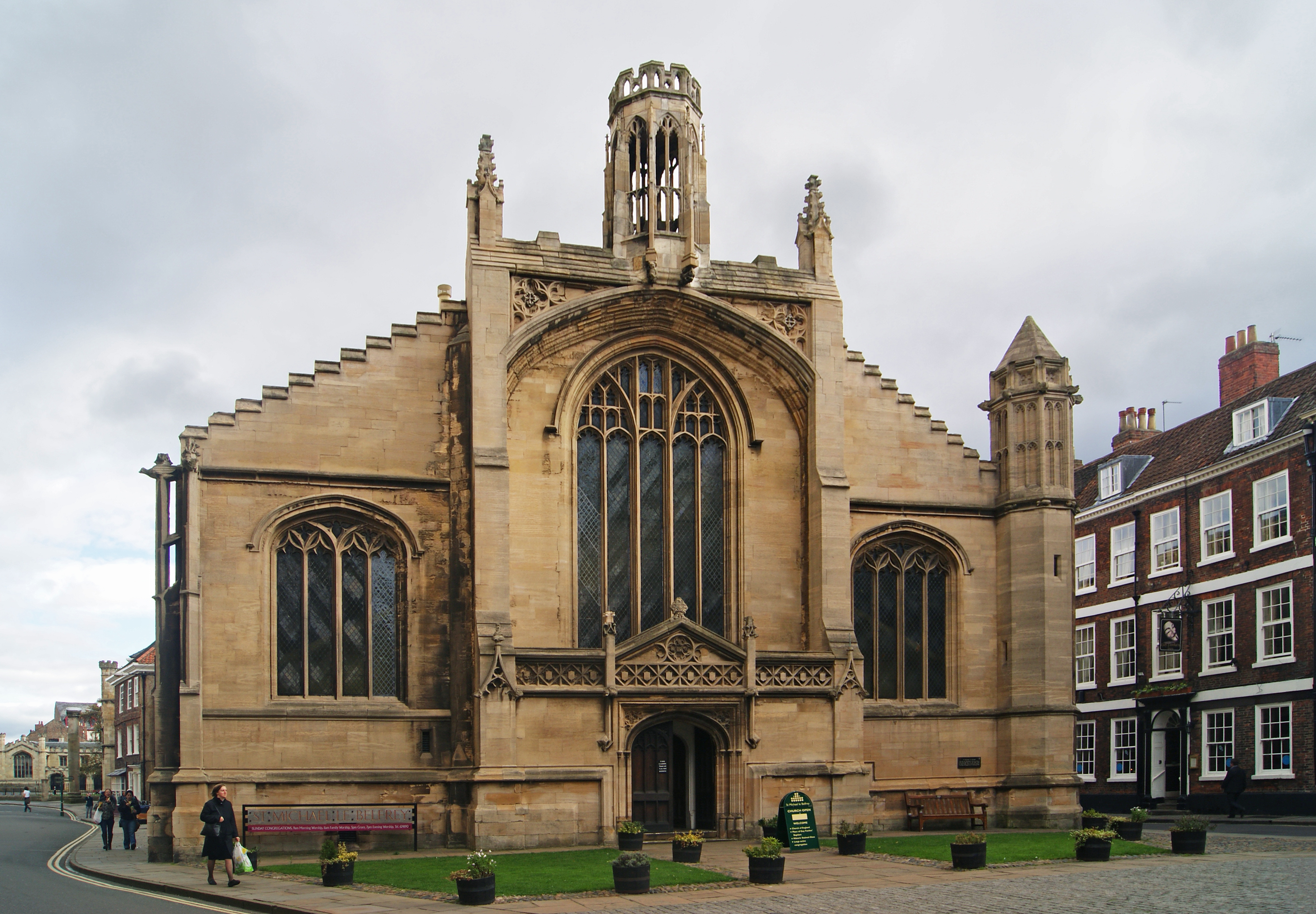
Kościół St Michael le Belfrey, gdzie ochrzczono Fawkesa

W 1579 roku, gdy Guy miał osiem lat, zmarł jego ojciec. Kilka lat później matka ponownie wyszła za mąż za katolika Dionisa Baynbrigge’a (alternatywna pisownia to Denis Bainbridge) ze Scotton w Borough Harrogate. Fawkes mógł zostać katolikiem pod papistycznymi wpływami rodziny Baynbrigge oraz katolickich odłamów rodzin Pulleynów i Percych ze Scotton albo w trakcie nauki pobieranej w St. Peter’s School w Yorku. Dyrektor szkoły spędził około 20 lat w więzieniu za odrzucenie anglikanizmu, a wicedyrektor, John Pulleyn, pochodził ze znamienitej katolickiej rodziny w Yorkshire – Pulleynów z Blubberhouses. Pisarka Catharine Pullein w pracy z 1915 roku zatytułowanej „Pulleynowie z Yorkshire” (ang. The Pulleynes of Yorkshire) sugeruje, że katolicka edukacja Fawkesa była rezultatem wpływów jego krewnych − Harringtonów, którzy znani byli z udzielania schronienia księżom, z których jeden towarzyszył Fawkesowi w drodze do Flandrii w latach 1592–1593.

### Młodość
Kolegami Fawkesa jeszcze z czasów nauki byli John Wright i jego brat Christopher (obaj brali później udział w spisku prochowym) oraz Oswald Tesimond, Edward Oldcorne i Robert Middleton, którzy zostali księżmi (ostatni z nich został stracony w 1601 roku).
Po ukończeniu szkoły Fawkes podjął służbę u pierwszego wicehrabiego Montagu, Anthony’ego Browne’a. Wicehrabia nie polubił Fawkesa i wkrótce go odprawił. Zatrudnił go natomiast drugi wicehrabia Montagu, Anthony-Maria Browne, który odziedziczył tytuł po dziadku w wieku 18 lat. Przynajmniej jedno źródło podaje, że Fawkes ożenił się i miał syna, jednak żadne z dostępnych ówczesnych relacji tego nie potwierdzają.

### Kariera wojskowa
W październiku 1591 roku Fawkes sprzedał posiadłość w Clifton, którą odziedziczył po ojcu. Wyjechał na kontynent, by wziąć udział w wojnie osiemdziesięcioletniej po stronie katolickiej Hiszpanii walczącej z Republiką Zjednoczonych Prowincji oraz, od 1595 aż do zawarcia pokoju w Vervins w 1598 roku, Francją. Choć Anglia nie była już wtedy zaangażowana w lądowe działania przeciw Hiszpanii, dwa kraje były nadal w stanie wojny, a od zwycięstwa nad hiszpańską Wielką Armadą w 1588 roku minęło dopiero pięć lat. Fawkes dołączył do sir Williama Stanleya, angielskiego katolika i emerytowanego 50-letniego dowódcy, który rekrutował w Irlandii Robertowi Dudleyowi, earlowi Leicester, żołnierzy potrzebnych do ekspedycji w Holandii. Stanley szanował królową Elżbietę I, ale po kapitulacji pod Deventer w 1587 roku wraz z większością oddziałów przeszedł na stronę Hiszpanii. Fawkes został chorążym, walczył dzielnie przy oblężeniu Calais w 1596 roku i cztery lata później był już rekomendowany na stanowisko kapitana. W 1603 roku udał się do Hiszpanii w poszukiwaniu poparcia dla katolickiej rebelii w Anglii. Wykorzystał okazję, by zaadaptować włoską wersję swego imienia, Guido, i w notatce służbowej opisał Jakuba I jako „heretyka”, który zamierzał „wypędzić z Anglii wszystkich papistów”. Potępił Szkocję i faworytów króla wśród szkockiej szlachty, pisząc, że „nie będzie możliwe pogodzenie tych dwóch nacji, takimi jakie są, przez bardzo długi czas”. Choć Fawkes został ciepło przyjęty, Filip III niechętny był udzieleniu mu jakiegokolwiek wsparcia.

### Spisek prochowy

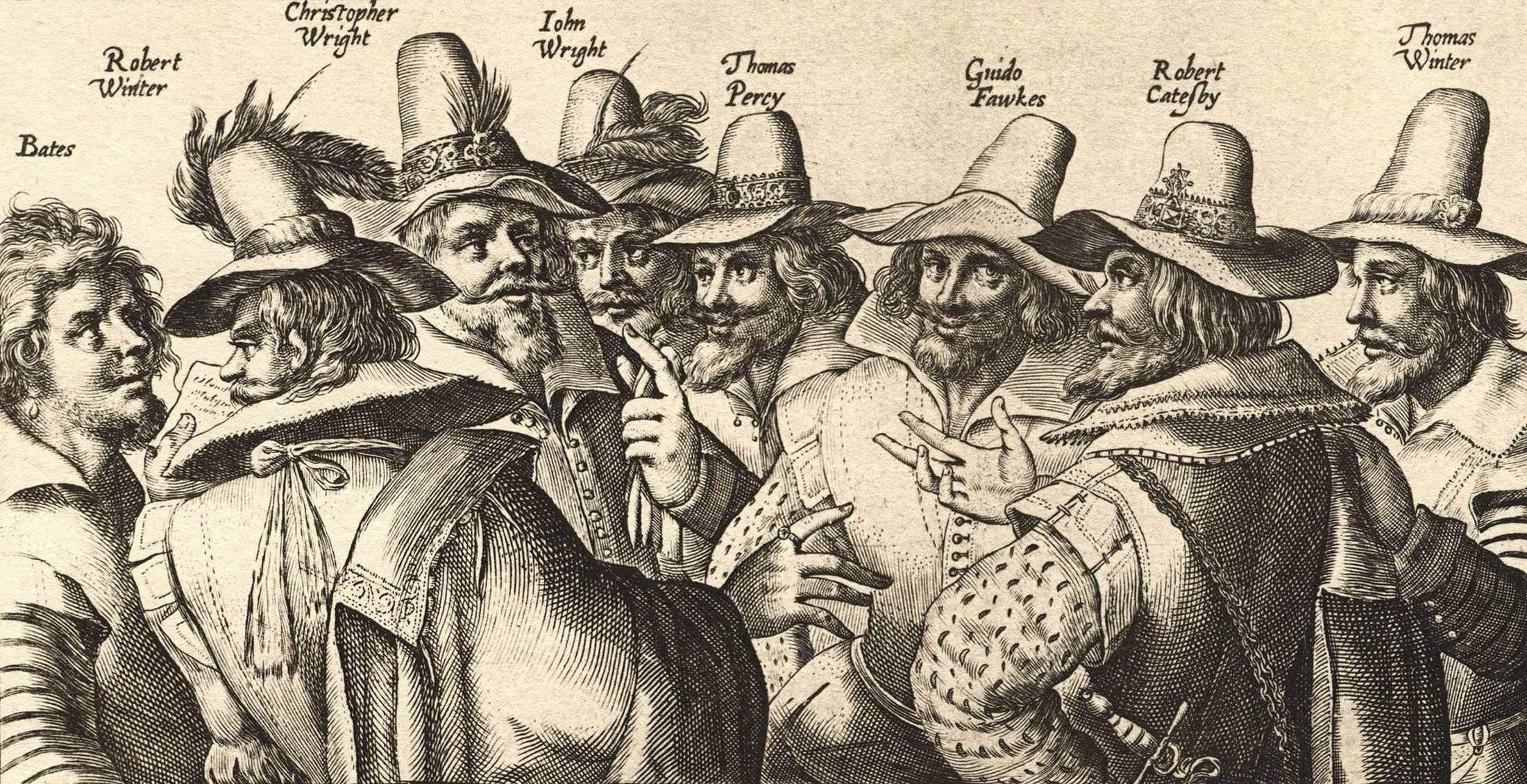
Ówczesny grawerunek przedstawiający ośmiu z trzynastu spiskowców. Fawkes trzeci od prawej. Autorem grawerunku jest Crispijn van de Passe.

W roku 1604 Fawkes zaangażował się w działalność małej grupy angielskich katolików, na czele której stał Robert Catesby. Grupa planowała dokonać zamachu na protestanckiego króla Jakuba I i zastąpić go jego córką, trzecią w kolejce do sukcesji – księżniczką Elżbietą Stuart. Oswald Tesimond, jezuicki ksiądz i kolega ze szkolnej ławy, opisuje Fawkesa jako „przyjemnego w obyciu, o wesołym usposobieniu, przeciwnego kłótniom i sporom (…) lojalnego wobec przyjaciół”. Według niego Fawkes był „mężczyzną dobrze zaznajomionym z zagadnieniami wojennymi” i że właśnie połączenie jego pobożności z profesjonalizmem sprawiło, że zdobył sobie względy pozostałych spiskowców. Pisarka Antonia Fraser opisuje Fawkesa jako „wysokiego, bardzo dobrze zbudowanego mężczyznę o gęstych rudobrązowych włosach, opadających – zgodnie z ówczesną modą – wąsach i krzaczastej, rudobrązowej brodzie”, który był „człowiekiem akcji (…) ku zdziwieniu wrogów – zarówno fizycznie wytrwałym, jak i potrafiącym inteligentnie argumentować swoje zdanie”.
Pierwsze spotkanie pięciu czołowych spiskowców miało miejsce w niedzielę 20 maja 1604 roku w zajeździe Duck and Drake (pol. „Kaczka i kaczor”), w modnej dzielnicy Londynu, Strand. Catesby już na wcześniejszym spotkaniu zaproponował zlikwidowanie króla i jego rządu przez wysadzenie w powietrze budynku Parlamentu. Wintour, który w pierwszej chwili sprzeciwił się pomysłowi, został przekonany przez Catesby’ego, by udać się na kontynent w poszukiwaniu pomocy. Wintour spotkał się z Naczelnikiem Kastylii – wygnanym walijskim szpiegiem Hugh Owenem – i sir Williamem Stanelyem, który poinformował Catesby’ego, że nie otrzyma pomocy od Hiszpanii. Owen jednak przedstawił Wintourowi Fawkesa, który w tamtym momencie przez długi czas przebywał poza Anglią i był tam nieznany. Wintour i Fawkes byli rówieśnikami, każdy z nich był wojskowym i bezpośrednio doświadczył hiszpańskiej niechęci w kwestii udzielenia jakiejkolwiek pomocy. Wintour opowiedział Fawkesowi o planie, „by wreszcie zrobić coś z Anglią, skoro pokój z Hiszpanią nic nie dał”, i takim sposobem w kwietniu 1604 roku dwóch mężczyzn wróciło razem do Anglii. Wieści od Wintoura nie zaskoczyły Catesby’ego. Mimo optymistycznych deklaracji ze strony hiszpańskich władz obawiał się, że „nie zostaną potwierdzone czynami”.
Jeden ze spiskowców, Thomas Percy, awansował w 1604 roku, zdobywając dostęp do londyńskiego domu należącego do Johna Whynniarda – królewskiego garderobianego. Fawkes został zatrudniony jako dozorca i sługa Percy’ego, posługujący się od tamtej chwili pseudonimem John Johnson. Ówczesne relacje z dochodzenia (zaczerpnięte z zeznań Thomasa Wintoura) wnoszą, że spiskowcy próbowali wykopać pod domem Whynniarda tunel prowadzący aż do Parlamentu. Niemniej jednak, historia ta mogła być zmyślona przez rząd, gdyż oskarżenie nie przedstawiło żadnych dowodów potwierdzających istnienie tunelu, nigdy też nie znaleziono jakichkolwiek jego śladów. Fawkes nie potwierdził istnienia tunelu aż do piątego przesłuchania, lecz nawet wtedy nie był w stanie wskazać jego lokalizacji.
Jeśli jednak historia o tunelu jest prawdziwa, oznacza to, że do grudnia 1604 spiskowcy byli zajęci wykonywaniem podkopu z wynajętego domu do Izby Lordów. Zarzucili wysiłki, gdy podczas kopania usłyszeli nad sobą hałas. Na zwiady wysłano Fawkesa, który wrócił z informacją, że wdowa po dzierżawcy wyprzątała pobliską podziemną kryptę, umieszczoną bezpośrednio pod Izbą Lordów.
Spiskowcy wydzierżawili pomieszczenie, które również należało do Johna Whynniarda. Nieużywaną i brudną kryptę uznano za idealne miejsce do ukrycia prochu. Według Fawkesa dwadzieścia beczek z prochem wniesiono tam od razu, a kolejne szesnaście 20 lipca. Zaplanowane na 28 lipca otwarcie sesji Parlamentu zostało jednak opóźnione aż do 5 listopada z powodu grożącej epidemii dżumy.

#### Za granicą
By uzyskać wsparcie z zagranicy, w maju 1605 roku Fawkes wyruszył w podróż przez morze i poinformował Hugh Owena o planie spiskowców. Na którymś z etapów podróży nazwisko Fawkesa trafiło do dokumentów pierwszego earla Salisbury, Roberta Cecila, który zatrudniał sieć szpiegów w Europie. Za przechwycenie jego nazwiska odpowiedzialny mógł być jeden z nich – kapitan William Turner. Choć informacje, które przekazał earlowi Salisbury, były mglistymi, niejasnymi raportami na temat planowanych najazdów na Anglię, nie zawierającymi jakichkolwiek informacji na temat spisku prochowego, zapis z 21 kwietnia traktował o tym, jak Fawkes zostanie przetransportowany przez Testimonda do Anglii. Fawkes figurował w zapiskach Turnera jako znany flamandzki najemnik, który miał być przedstawiony Catesby’emu oraz „dostojnym przyjaciołom szlachty i innym życzliwym i pomocnym im ludziom”. Raport Turnera, nie wymieniał jednak angielskiego pseudonimu Fawkesa – John Johnson – a poza tym nie dotarł do Cecila aż do listopada, kiedy spisek został już odkryty.
Nie jest pewne, kiedy Fawkes powrócił do Anglii, ale na pewno był w Londynie pod koniec sierpnia 1605 roku, kiedy to wspólnie z Wintourem odkryli, że proch, który przechowywali w krypcie, przestał nadawać się do użytku. Do pomieszczenia przyniesiono więcej prochu i drewno na podpałkę do zamaskowania go. Ostateczną rolę Fawkesa w spisku ustalono w czasie październikowych spotkań. Miał zapalić lont i uciec Tamizą. Rewolta, która miała w tym samym czasie wybuchnąć w Midlands, miała zapewnić pojmanie księżniczki Elżbiety. Akty królobójstwa traktowano z dezaprobatą, toteż zadaniem Fawkesa miała być niezwłoczna podróż na kontynent, gdzie miałby wyjaśnić katolickim mocarstwom święty obowiązek pozbawienia życia króla i jego świty.

#### Ujawnienie spisku

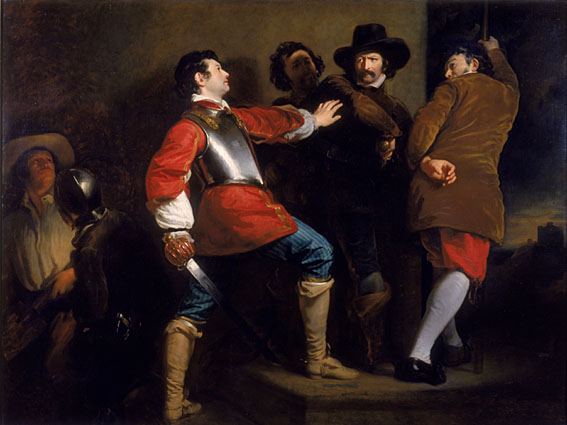
Ujawnienie spisku prochowego (c. 1823), Henry Perronet Briggs

Kilku konspiratorów było zaniepokojonych obecnością innych katolików na otwarciu sesji Parlamentu. Wieczorem 26 października Lord Monteagle otrzymał anonimowy list sugerujący, by nie pojawiał się w Parlamencie oraz „wyjechał do swego hrabstwa i tam, w bezpiecznej odległości, oczekiwał rozwoju wypadków (...) straszny cios zostanie zadany temu parlamentowi”.
Spiskowcy, poinformowani przez jednego ze służących Monteagle’a, szybko dowiedzieli się o istnieniu listu, lecz postanowili zrealizować swoje plany, gdyż zdawało się, że list „potraktowano jako głupi kawał”. Fawkes sprawdził kryptę 30 października i zdał raport, że wszystko jest w porządku. Podejrzenia Monteagle’a zostały jednak wzbudzone do tego stopnia, że list pokazano Jakubowi I. Król nakazał sir Thomasowi Knyvetowi przeszukanie piwnic pod Parlamentem. Przeszukanie odbyło się 5 listopada. Fawkes zajął stanowisko późną nocą poprzedniego dnia, uzbrojony w lont i zegarek otrzymany od Percy’ego, „gdyż powinien wiedzieć jak szybko mijał czas”. Znaleziono go, gdy chwilę po północy opuszczał piwnicę, i aresztowano. W środku piwnicy odnaleziono ukryte pod stosami drewna na opał i węgla, beczki z prochem.

#### Tortury
Fawkes stwierdził, że nazywa się John Johnson i podczas pierwszego przesłuchiwania przez członków Tajnej Rady Króla zachowywał się prowokacyjnie. Zapytany przez jednego z lordów, dlaczego posiadał tak dużą ilość prochu, Fawkes odpowiedział, że planował „wystrzelić wasze szkockie żebracze grzbiety w wasze szkockie góry”. Podał się za 36-letniego katolika z Netherdale w Yorkshire, ojcu nadał imię Thomas, a matce – Edith Jackson. Rany na ciele, które zainteresowały przesłuchujących, przypisał efektom zapalenia opłucnej. Fawkes przyznał, że planował wysadzić w powietrze Izbę Lordów i wyraził głęboki żal, że mu się to nie udało. Jego nieugiętość zjednała mu podziw króla Jakuba, który opisał Fawkesa jako człowieka o „wielkiej stanowczości”.
Jednak podziw Jakuba I nie powstrzymał go przed wydaniem rozkazu torturowania „Johna Johnsona” tak długo, aż wyjawi nazwiska współspiskowców. Nakazał, by tortury były najpierw lekkie, przez co rozumiano podwieszenie za nadgarstki w kajdanach, ale w razie konieczności zezwolił na stosowanie łoża madejowego w myśl idei: „używaj najpierw lżejszych tortur et sic per gradus ad ima tenditur (pol. krok po kroku, aż do najokropniejszych)”. Fawkesa przeniesiono do Londyńskiej Tower. Król stworzył listę pytań, które miały być zadane „Johnsonowi”. Na liście znalazły się pytania takie jak: „kim jest, bo nie słyszano o ludziach, którzy by go znali”; „kiedy i gdzie nauczył się mówić po francusku”; „jeśli był papistą, co na to wpłynęło”. Pomieszczenie, w którym przesłuchiwano Fawkesa, nazwano później Salą Guya Fawkesa.

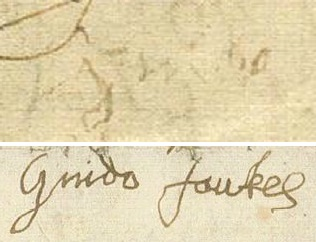
„Guido”. Podpis Fawkesa złóżony tuż po torturach jest ledwie widocznym gryzmołem w porównaniu z innymi jego podpisami.

Sir William Waad, porucznik Tower, nadzorował przebieg tortur i uzyskał zeznania Fawkesa. Przeszukując więźnia, znalazł list zaadresowany do Guya Fawkesa. Ku zdziwieniu Waada „Johnson” uparcie milczał, nic nie ujawniając na temat spisku czy jego inicjatorów. W nocy 6 listopada Fawkes rozmawiał z Waadem, który zdał raport earlowi Salisbury: „Johnson powiedział nam, że od kiedy przedsięwziął swój plan, modlił się każdego dnia do Boga, by mógł wykonać ten czyn, który byłby krokiem naprzód dla wiary katolickiej, a także zbawieniem jego duszy”. Według Waada Fawkes zdołał wypocząć nocą, choć został ostrzeżony, że następnego dnia będzie przesłuchiwany tak długo, aż „ja [Waad] posiądę sekret jego myśli i odkryję wszystkich współwinnych” Fawkes złamał się następnego dnia.
Obserwator, sir Edward Hoby, spostrzegł, że „od kiedy Johnson przebywał w Tower, zaczął mówić po angielsku”. Fawkes zdradził prawdziwą tożsamość 7 listopada i wyjawił, że pięć innych osób było zamieszanych w zamach na życie króla. 8 listopada zaczął zdradzać ich nazwiska i powiedział, że planowali osadzić na tronie księżniczkę Elżbietę. Jego trzecie zeznanie, z 9 listopada, wskazywało na Francisa Treshama. Po spisku Ridolfiego w 1571 roku więźniowie byli zmuszani do dyktowania swoich zeznań przed skopiowaniem i podpisaniem ich o ile nadal byli w stanie to zrobić. Choć nie wiadomo, czy Fawkes poddany był torturom na łożu madejowym, z jego podpisu, będącego ledwie bazgrołem, można wnioskować, że wiele wycierpiał z rąk przesłuchujących.

### Proces i egzekucja
Proces ośmiu spiskowców rozpoczął się w poniedziałek 27 stycznia 1606 roku. Fawkesa i jego siedmiu wspólników przetransportowano barką z Tower do Pałacu Westminsterskiego. Przed przeprowadzeniem ich do Holu Stanowego Pałacu Westminsterskiego, gdzie zostali wystawieni na widok publiczny na specjalnie wybudowanym szafocie, trzymani byli w Izbie Gwieździstej. Wśród widzów słuchających Lordów Komisarzy odczytujących listę zarzutów znajdowali się w ukryciu król i jego bliska rodzina. Fawkes został zidentyfikowany jako Guido Fawkes, „zwany inaczej Guidem Johnsonem”. Nie przyznał się do winy, choć widoczne było, iż uznawał ją od momentu schwytania.

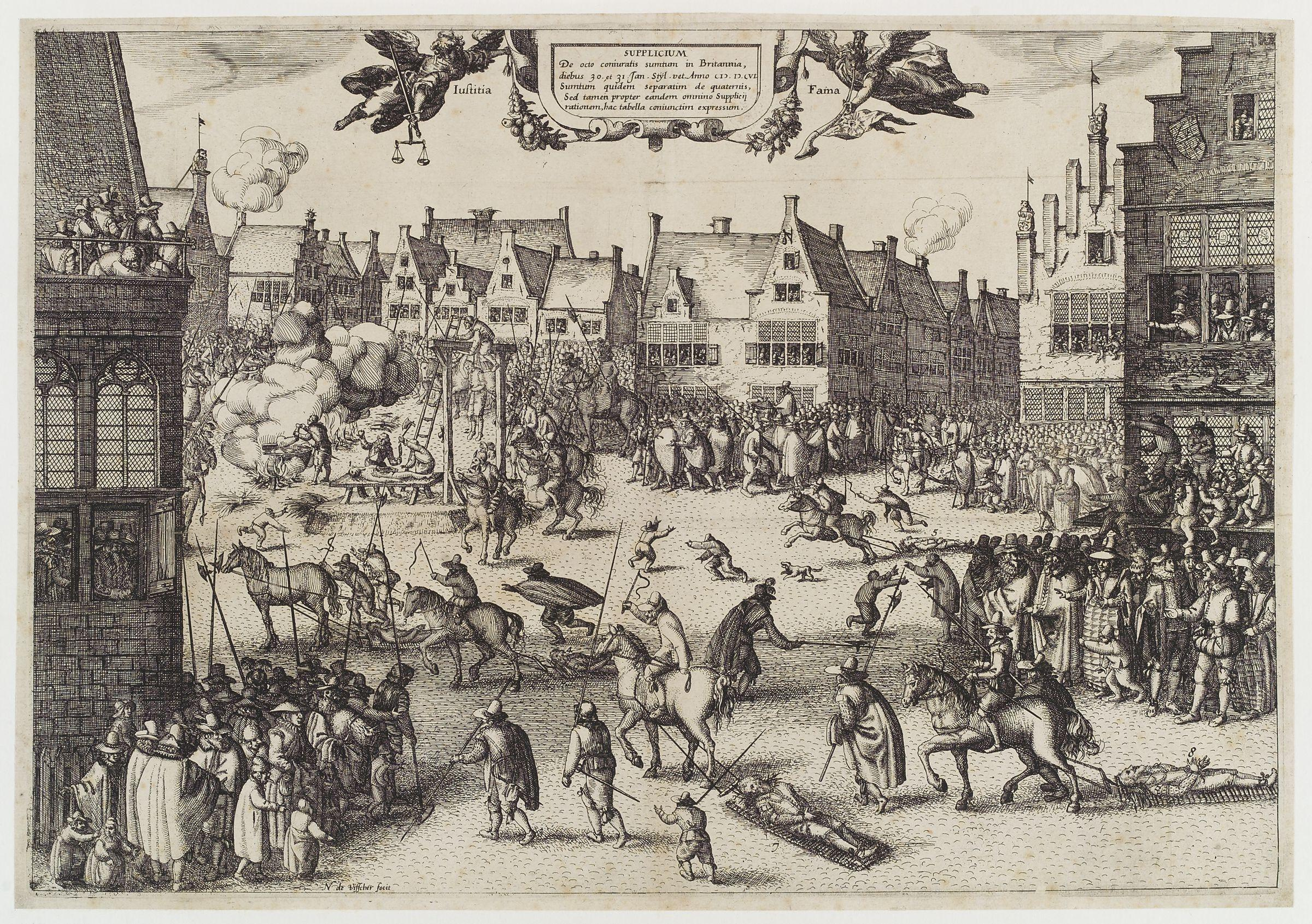
Rycina autorstwa Claesa Jansza Visschera z 1606 roku przedstawiająca egzekucję Fawkesa

W wyniku śledztwa nikt już nie wątpił, ponieważ akta były jednoznacznie obciążające w swej treści. Ława przysięgłych uznała wszystkich oskarżonych winnymi i Najwyższy Sędzia, sir John Popham, uznał ich winnymi zdrady stanu. Prokurator Generalny sir Edward Coke powiedział sądowi, że każdy ze skazanych będzie ciągnięty przez konia, twarzą do ziemi, aż do śmierci. Skazani mieli „umrzeć zawieszeni między niebem a piekłem – niewarci żadnego z nich”. Ich genitalia miały być odcięte i spalone na ich oczach, ich wnętrzności i serca usunięte. Potem mieli zostać ścięci i poćwiartowani, a szczątki ich ciał miały stać się „zdobyczą dzikiego ptactwa”. Zeznania Fawkesa i Treshama dotyczące zdrady na rzecz Hiszpanii odczytano na głos, podobnie jak zeznania dotyczące spisku prochowego. Ostatnim dowodem winy była rozmowa, którą odbyli Fawkes z Wintourem, przebywając w przyległych celach. Mężczyźni najwidoczniej myśleli, że mogą swobodnie rozmawiać, lecz ich rozmowa była podsłuchiwana przez rządowego szpiega. Gdy więźniom pozwolono przemówić, Fawkes wyjaśnił, że nie przyznając się do winy, chciał okazać lekceważenie aktowi oskarżenia.
31 stycznia 1606 roku Fawkes oraz Thomas Wintour, Ambrose Rookwood i Robert Keyes zostali wywleczeni na specjalnych ramach z Tower do Old Palace Yard w Westminsterze, na wprost budynku, który usiłowali zniszczyć. Trzech konspiratorów powieszono, wyrwano im trzewia i poćwiartowano. Fawkes miał być ostatnim, który stanie na szubienicy. Wspinając się przy pomocy kata na drabinę prowadzącą do stryczka, Fawkes prosił króla i państwo o wybaczenie. Choć był osłabiony torturami, dał radę zeskoczyć z szubienicy, łamiąc kark w czasie upadku i tym samym unikając cierpień w kolejnych częściach egzekucji. Jego ciału mimo wszystko wyrwano wnętrzności, poćwiartowano i, jak nakazywał zwyczaj, szczątki rozesłano po „czterech krańcach królestwa” jako ostrzeżenie dla przyszłych zdrajców.

## Spuścizna

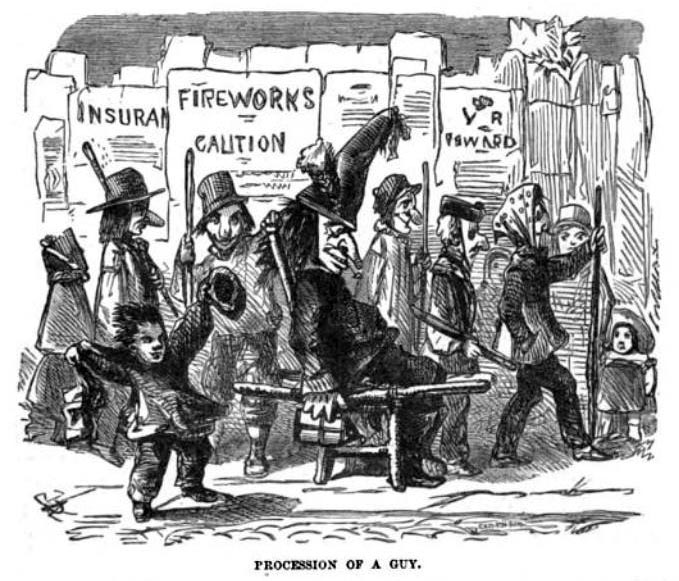
Pochód Guya (1864)

5 listopada 1605 roku londyńczycy zostali zachęceni, by – jako wyraz radości, że królowi udało się uniknąć śmierci – zapalić ogniska, „ale tak, by świadectwo ich radości odbywało się bez niebezpieczeństw i nieporządków”. Parlament uchwalił ustawę, mającą moc prawną aż do 1859 roku, ustanawiającą każdy 5 listopada dniem dziękczynienia za „napełniający radością dzień wybawienia”. Choć Fawkes był tylko jednym z trzynastu spiskowców, jest dziś najmocniej kojarzony z nieudanym spiskiem.
W Wielkiej Brytanii 5 listopada jest różnie nazywany: Nocą Guya Fawkesa, Dniem Guya Fawkesa czy Nocą Ognisk (Bonfire Night), przy czym ta ostatnia nazwa wzięła się bezpośrednio od ognisk zapalonych 5 listopada 1605 roku. Od lat 50. XVII wieku ogniskom towarzyszą pokazy sztucznych ogni, a po roku 1673, kiedy potencjalny następca tronu – książę Yorku, Jakub – przeszedł publicznie na katolicyzm, stało się zwyczajem palenie kukły (zazwyczaj papieża). Podobizny innych znaczących osobistości, które stały się obiektami gniewu części społeczeństwa, takich jak Paul Kruger czy Margaret Thatcher, również były okazjonalnie palone na stosach, choć większość współczesnych kukieł to wizerunki Fawkesa. „Guy” jest zazwyczaj wykonywany przez dzieci ze starych ubrań i gazet oraz ma maskę. W XIX wieku słowo guy zaczęło oznaczać kogoś dziwnie ubranego, ale w amerykańskiej odmianie angielskiego straciło wszelkie pejoratywne konotacje i używane jest, by odnieść się do jakiegokolwiek mężczyzny.
W historycznym romansie Williama Harrisona Ainswortha z 1841 roku zatytułowanego „Guy Fawkes, czyli spisek prochowy” (org. Guy Fawkes; or, The Gunpowder Treason) Fawkes jest przedstawiony w życzliwym świetle, co przyczyniło się do zmiany powszechnego postrzegania Fawkesa, który stał się „dopuszczalną postacią fikcyjną”. Później Fawkes pojawił się jako „bohater akcji” w książkach dla dzieci takich jak „Chłopięce dni Guya Fawkesa” (The Boyhood Days of Guy Fawkes) lub „Spiskowcach dawnego Londynu” (The Conspirators of Old London) opublikowanych w 1905 roku. Fawkes jest czasami humorystycznie określany jako „jedyny człowiek, który wszedł do Parlamentu z uczciwymi zamiarami”.

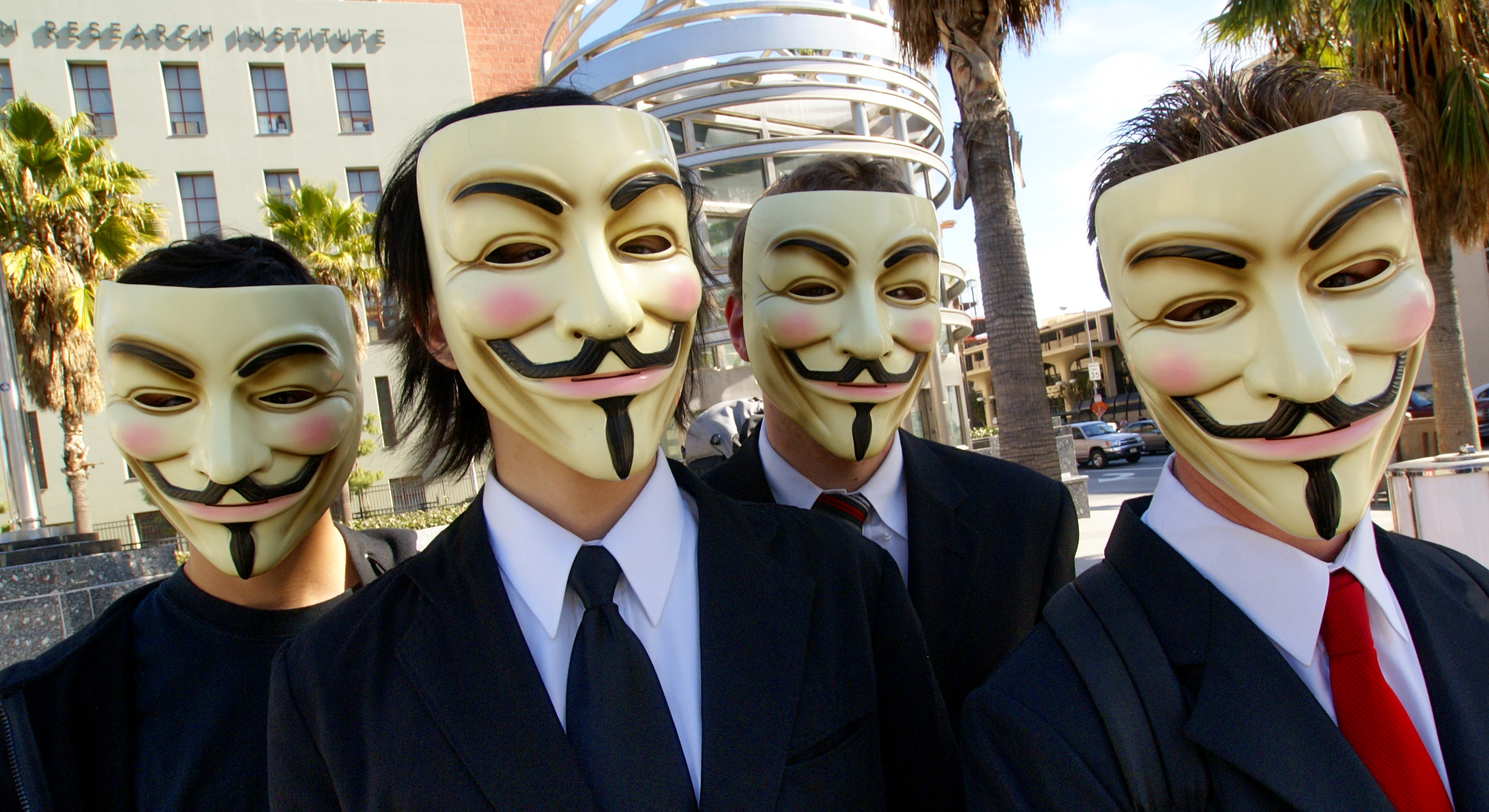
Aktywiści Anonymous, ubrani w maski Guya Fawkesa

W 1847 pisarz francuski Juliusz Verne napisał sztukę teatralną w pięciu aktach wierszem La Conspiration des poudres (fr. Spisek prochowy) o tych wydarzeniach. Sztuka została wydana drukiem w XX wieku, ale jeszcze nie została wystawiona.
Do historii Guya Fawkesa nawiązuje komiks napisany przez Alana Moore’a V jak vendetta na którego podstawie nakręcono w 2006 r. film pod tą samą nazwą.
Osoby należące do grupy aktywistów Anonymous noszą maski Guya Fawkesa z filmu, aby zachować anonimowość.